# U-558
L'U-558 fu un sommergibile tipo VIIC della Marina militare tedesca durante la seconda guerra mondiale. Prima di essere distrutto da bombardieri statunitensi e britannici il 20 luglio 1943, affondò 19 navi militari e commerciali per un totale di quasi 100 000 tonnellate.

## Storia
Impostato il 6 gennaio 1940 nei cantieri di Amburgo della Blohm & Voss e varato il 23 dicembre dello stesso anno, l'U-558 entrò ufficialmente in servizio il 20 febbraio 1941 al comando dell'Oberleutnant zur See Günther Krech.

### Pattuglie
Basato a Brest, sulla costa atlantica francese, l'U-558 completò dieci pattuglie nel corso della sua carriera in mare. Nel corso delle prime due, che durarono rispettivamente dal 1º giugno al 9 luglio e dal 28 luglio al 7 agosto 1941, non riportò azioni degne di nota e ritornò ciascuna volta in porto senza aver avuto contatti con navi nemiche.
Durante la terza pattuglia (25 agosto-16 settembre 1941), s'imbatté nel convoglio britannico OS 4, circa 330 miglia a nord-ovest del Fastnet rock e il 28 agosto silurò e affondò la nave da carico da 10 300 tonnellate Otaio, facendo 13 vittime fra l'equipaggio di 71 marinai: i 58 superstiti, incluso il comandante Kinnell, furono presi in salvo dal cacciatorpediniere HMS Vanoc e sbarcati a Liverpool.
La quarta pattuglia, iniziata l'11 ottobre 1941, prese il via il 15 con l'affondamento del solitario mercantile canadese da 9 472 tonnellate Vancouver Island, provocando la morte di tutte e 105 le persone a bordo. Nonostante che l'U-558 avesse visto dei superstiti che si calavano nelle scialuppe di salvataggio, quando la corvetta britannica HMS Dianthus arrivò sulla scena per portare soccorso non trovò alcun naufrago ancora in vita. Giorni dopo, il 31, una scialuppa con i cadaveri di due ufficiali della Vancouver Island fu trovata alla deriva da un'altra imbarcazione della Royal Navy.
Il 17 ottobre, l'U-558 fece parte del «branco di lupi» di U-Boote che sferrò un devastante attacco al convoglio SC 48, nell'Atlantico del nord. Nel corso della battaglia, l'U-558 affondò quattro navi: la corvetta di scorta HMS Gladiolus (925 tonnellate), il vapore britannico W.C. Teagle (9 552 tonnellate) e i mercantili norvegesi Erviken e Rym, rispettivamente da 6 595 e 1 369 tonnellate. In seguito, il sommergibile fu bombardato con cariche di profondità da un idrovolante Catalina, senza provocare danni significativi. Ritornò a Brest il 25.
La quinta pattuglia, cominciata il 24 novembre 1941, fu bruscamente interrotta quando il 2 dicembre un aeroplano della Royal Air Force avvistò l'U-558 che tentava di oltrepassare lo stretto di Gibilterra ed entrare nel mar Mediterraneo. Il velivolo chiamò rinforzi, attirando due navi inglesi che diedero la caccia al sommergibile, danneggiandolo gravemente con i ripetuti lanci di cariche di profondità. Nonostante questo, l'U-Boot riuscì a fuggire e il 7 fece ritorno a Brest dopo soli quattordici giorni di navigazione e nessun battello nemico affondato.
I lavori di riparazione si protrassero fino al 10 febbraio 1942, quando l'U-558 poté finalmente riprendere il mare per la sua sesta pattuglia. Undici giorni dopo, il 21 febbraio, con altri cinque U-Boot formò un "branco di lupi" che tese un'imboscata al convoglio ONS 67. Nello scontro, otto navi alleate furono mandate a picco e altre due danneggiate. Il 24, l'U-558 silurò la petroliera inglese Anadara, che riuscì momentaneamente a fuggire prima di essere finita, poco dopo, da un altro sommergibile tedesco, l'U-587. Lo stesso giorno, l'U-558 affondò la petroliera norvegese Eidanger (9 432 tonnellate) e il vapore inglese da 5 578 tonnellate Inverarder.
L'11 marzo, finalmente, il sommergibile fece ritorno a Brest.

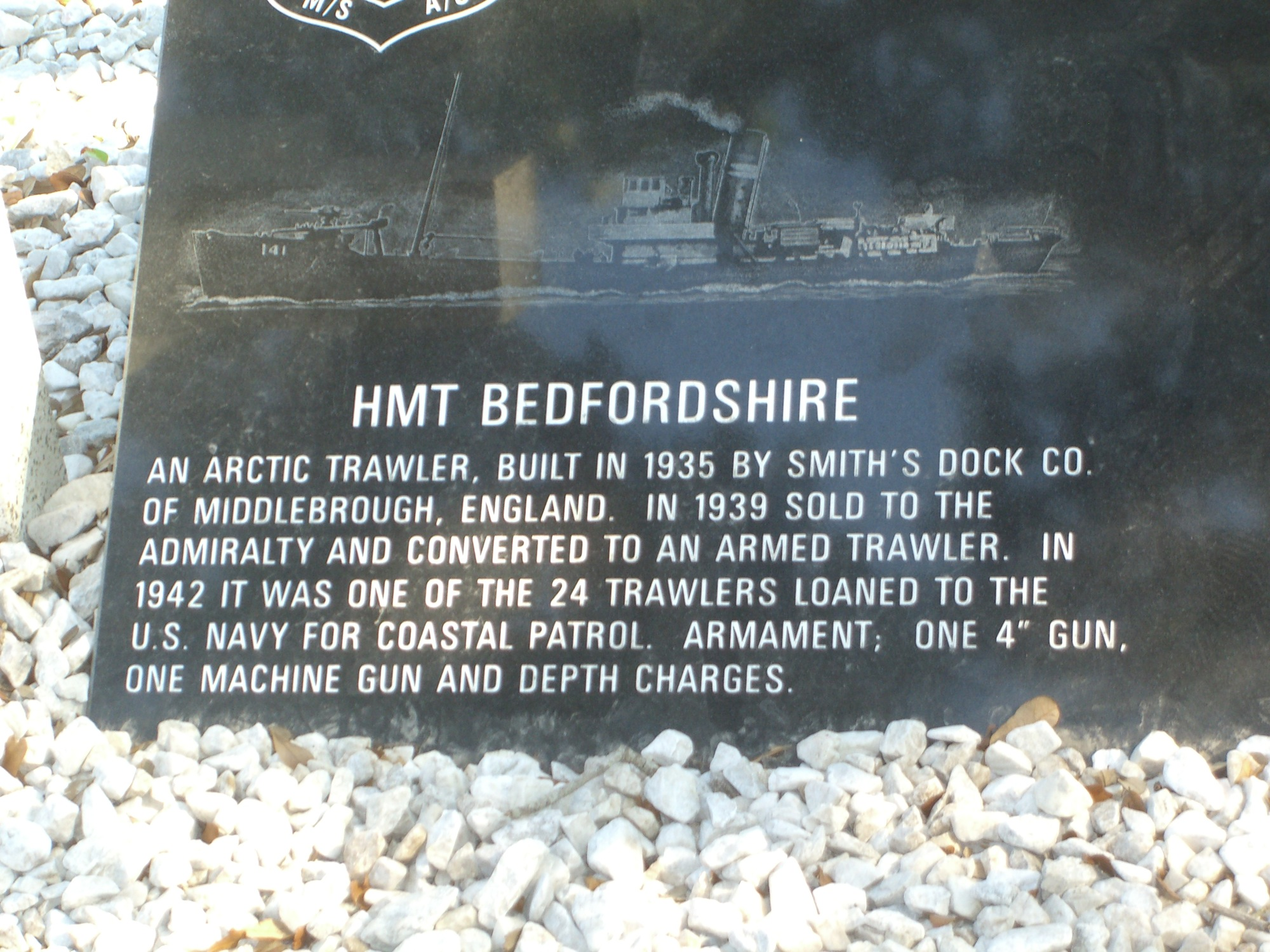
Placca commemorativa posta nel Cimitero Britannico sull'isola di Ocracoke in onore dell'equipaggio dell'HMT Bedfordshire, affondato senza superstiti dallU-558.

Un mese dopo, il 12 aprile, ebbe inizio la sua settima e fruttuosa pattuglia al largo della costa atlantica degli Stati Uniti. Il 12 maggio, affondò al largo dell'isola di Ocracoke (Carolina del Nord) l'HMT Bedfordshire (in tempo di pace un motopeschereccio, poi requisito e adattato alla lotta antisommergibile dalla Royal Navy allo scoppio delle ostilità), inviato dalla Gran Bretagna per aiutare la marina statunitense a contrastare gli U-Boot tedeschi. Sei giorni dopo, il 18, cadde vittima dell'U-558 il mercantile olandese da 1 254 tonnellate Fauna, a cui seguì, il 21, il battello canadese da 1 925 tonnellate Troisdoc, silurato nel mar dei Caraibi senza perdite fra l'equipaggio (che fu poi portato in salvo da un'imbarcazione della guardia costiera statunitense). Il 23, toccò al mercantile a stelle e strisce da 7 061 tonnellate William Boyce Thompson, che fu colpito da siluri ma riuscì a rifugiarsi nella baia di Guantánamo, dove dovette essere riparato. Mesi dopo, il 7 luglio 1943, il William Boyce Thompson incontrò la sua fine ad opera di un altro U-Boot, stavolta l'U-187. Il 25, l'U-558 assalì il mercantile americano da 3 451 tonnellate Beatrice: il siluro lanciatogli contro ebbe un guasto e non esplose al momento dell'impatto, costringendo il sommergibile a emergere e a bersagliare il battello con il cannone di coperta. L'arrivo di un idrovolante PBY Catalina armato di bombe di profondità costrinse l'U-558 ad allontanarsi, avendo comunque causato abbastanza danni da ridurre la nave a un relitto in fiamme, che affondò dopo quindici ore; l'equipaggio del mercantile si mise in salvo sulle scialuppe di salvataggio, una delle quali finì sulla linea di tiro del sommergibile con la conseguente morte di un marinaio, l'unica perdita umana dell'azione. Sempre nei Caraibi, il 27 l'U-558 affondò il trasporto da 2 622 tonnellate Jack, appartenente all'Esercito degli Stati Uniti e in quel momento carico di zucchero. L'ultimo affondamento della pattuglia fu quello del mercantile olandese Triton, da 2 087 tonnellate, che fu intercettato 470 miglia a sud-est delle Bermuda e affondato a cannonate. L'equipaggio di 36 uomini si mise in salvo sulle scialuppe di salvataggio, soffrendo 6 morti. Dopo che il mercantile si era ormai inabissato, l'U-558 si avvicinò ai superstiti, ricevette informazioni sulla nave che aveva appena affondato e fornì aiuto ai naufraghi, indicando loro la rotta da seguire per Porto Rico. Il 21 giugno 1942, l'U-558 concluse la sua settima pattuglia facendo ritorno a Brest dopo aver affondato sei navi e averne danneggiata una.
Il 29 luglio, lasciò nuovamente Brest per cominciare la sua ottava pattuglia. Il 25 agosto, incontrò il mercantile inglese da 1 987 tonnellate Amakura, che aveva fatto parte del convoglio WAT 15 ma che era rimasto indietro, e lo silurò a circa 90 miglia a sud-est di Port Morant, in Giamaica. Il 13 settembre, l'U-558 avvistò il convoglio TAG 5, lo attaccò e affondò la nave da carico inglese Empire Lugard (7 241 tonnellate) e l'olandese Suriname (7 915 tonnellate). Lo stesso giorno silurò anche la petroliera norvegese Vilja (6 672 tonnellate), il cui equipaggio l'abbandonò in fretta; quattro ore dopo, vedendo che la nave non affondava, i marinai risalirono a bordo e, trovandola gravemente danneggiata al punto da essere giudicata, in seguito, irrecuperabile, la riportarono a Port of Spain. Per strada, presero a bordo i superstiti dell'Empire Lugard, un'altra vittima dell'U-558. L'ultima nave affondata fu il mercantile statunitense Commercial Trader, da 2 606 tonnellate: avvistato 75 miglia ad est di Trinidad, il 16 settembre fu silurato e colò a picco. Il 16 ottobre, l'U-558 fece ritorno in porto avendo affondato, nel corso della sua ottava pattuglia, quattro navi e danneggiato una quinta.
Il sommergibile rimase ormeggiato in porto per tutto il resto del 1942, riprendendo il mare il 9 gennaio 1943, per la sua nona pattuglia, durante la quale affondò solo una nave, la petroliera inglese da 9 811 tonnellate Empire Norseman. L'Empire Norseman aveva fatto parte del convoglio UC 1, era stata colpita e danneggiata dagli U-Boot U-382 e U-202 al punto da indurre l'equipaggio ad abbandonarla, lasciandola alla deriva, ridotta a un rottame a cui l'U-558 dovette solo sferrare il colpo di grazia. Il 23 marzo, il sommergibile fece ritorno a Brest.
La decima ed ultima pattuglia ebbe inizio l'8 maggio 1943 e fu subito funestata da molte difficoltà: avendo avvistato un convoglio, l'U-558 cercò di posizionarsi per l'attacco ma fu costretto alla fuga da un cacciatorpediniere; il 14 luglio, un Wellington dello squadrone No. 224 della RAF lo attaccò invano con bombe di profondità, venendo in cambio danneggiato dal fuoco antiaereo dell'U-Boot; tre giorni dopo, il 17, un Liberator dello squadrone No. 224 sganciò sull'U-558 24 cariche di profondità da 35 libbre e il battello si salvò immergendosi rapidamente, riuscendo comunque a danneggiare il bombardiere, già in difficoltà per via di bombe malfunzionanti, con il proprio armamento antiaereo.

### Affondamento
Il 20 luglio, l'U-558 fu avvistato nel golfo di Biscaglia da un altro Liberator, stavolta del 19º Squadrone Bombardieri dell'aviazione militare statunitense, che bersagliò il sommergibile con altre cariche di profondità. Tuttavia, l'U-Boot del comandante Krech rispose al fuoco e abbatté il velivolo.

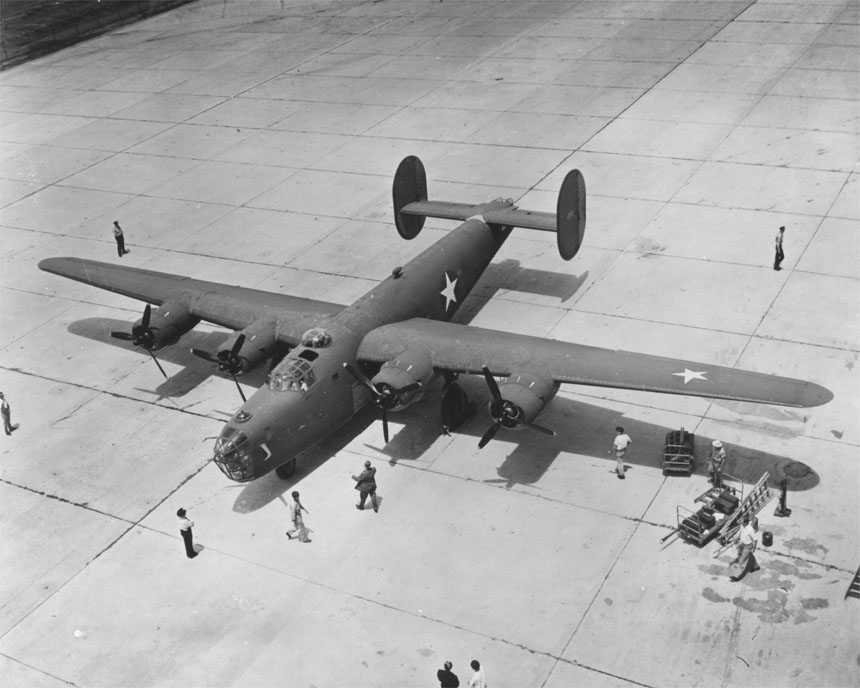
Un B-24 Liberator, lo stesso modello dell'aereo che danneggiò gravemente lU-558.

Lo stesso giorno, un secondo Liberator del 19º Squadrone tornò ad attaccare l'U-558: stavolta, il bombardamento causò ingenti danni al sommergibile, rendendolo incapace di immergersi. Il fuoco antiaereo del battello tedesco costrinse l'aereo americano a ritirarsi, lasciando il posto a un bombardiere Halifax dello squadrone No. 58 della RAF.
I danni inflitti al sommergibile erano gravissimi, l'acqua marina infiltrò il compartimento delle batterie elettriche, del tossico cloro si sviluppò dalla seguente reazione chimica e uccise molti marinai tedeschi. I superstiti, la maggior parte dei quali intossicati dal gas, cercarono di abbandonare il malmesso U-Boot sul gommone di bordo. L'Halifax inglese mitragliò a più riprese i naufraghi, lasciando una quarantina di corpi a galleggiare in un'area di un quarto di miglio attorno al relitto.

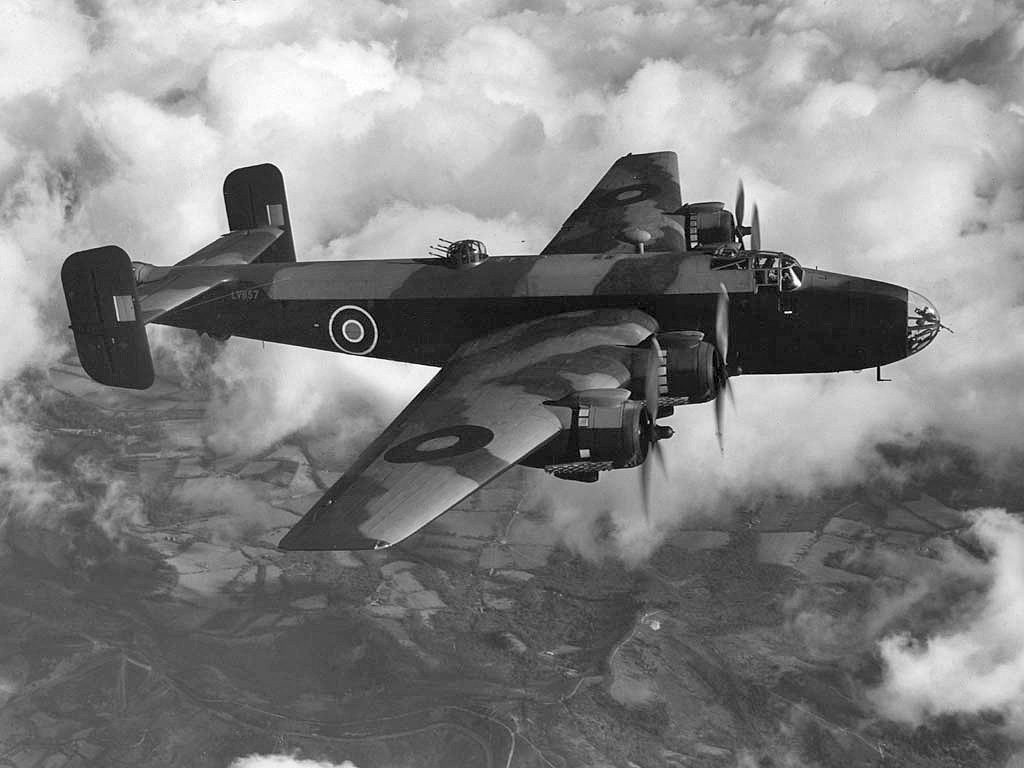
Un Handley Page Halifax, il modello a cui apparteneva il bombardiere che finì lU-558.

Alla fine dell'azione, otto uomini dell'equipaggio originario di 52 marinai rimanevano in vita sul gommone: uno morì per aver bevuto l'acqua di mare, altri due per cause ignote, lasciando solo cinque superstiti fra i quali il comandante Krech, ferito alla schiena e alla coscia. Un aereo statunitense provvide a sganciare una tanica d'acqua potabile per loro, permettendogli di sopravvivere finché non furono finalmente salvati e fatti prigionieri dal cacciatorpediniere canadese HMCS Athabaskan.

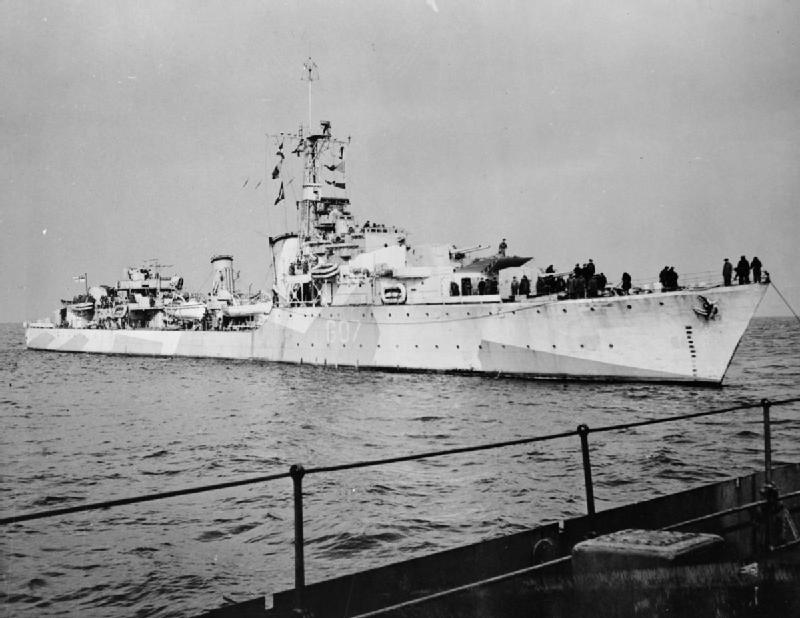
Il cacciatorpediniere canadese HMCS Athabaskan, che portò in salvo i superstiti dellU-558

I superstiti, dopo essere stati medicati e rifocillati, furono interrogati dalla Naval Intelligence Division della Royal Navy, senza che potesse essere ottenuto da loro nulla d'interessante: come fu scritto nel rapporto finale, «i prigionieri sono o comparativamente ignoranti o addestrati a non parlare, e poterono essere ottenute solo poche informazioni di valore». In particolare, nello stesso documento si descrive Krech come un comandante «freddo, efficiente e serio, molto rispettato dai suoi uomini».
I prigionieri furono internati come prigionieri di guerra, e poterono fare ritorno alle loro case solo dopo la fine della guerra. L'unico comandante dell'U-558, Günther Krech, che durante il conflitto era stato decorato con la Croce di Ferro per aver affondato 130 000 tonnellate di naviglio nemico, sarebbe morto il 3 giugno 2000 a Wuppertal.

## Vittime
| Data              | Tonnellaggio | Nazionalità  | Nome                    | Convoglio |
| ----------------- | ------------ | ------------ | ----------------------- | --------- |
| 28 agosto 1941    | 10 298       | Britannica   | Otaio                   | OS 4      |
| 15 ottobre 1941   | 9 472        | Canadese     | Vancouver Island        |           |
| 17 ottobre 1941   | 6 595        | Norvegese    | Erviken                 | SC 48     |
| 17 ottobre 1941   | 925          | Britannica   | HMS Gladiolus           | SC 48     |
| 17 ottobre 1941   | 1 369        | Norvegese    | Rym                     | SC 48     |
| 17 ottobre 1941   | 9 552        | Britannica   | W.C. Teagle             | SC 48     |
| 24 febbraio 1942  | 8 009        | Britannica   | Anadara                 | OS 67     |
| 24 febbraio 1942  | 9 432        | Norvegese    | Eidanger                | OS 67     |
| 24 febbraio 1942  | 5 578        | Britannica   | Inverarder              | OS 67     |
| 12 maggio 1942    | 913          | Britannica   | HMT Bedfordshire        |           |
| 18 maggio 1942    | 1 254        | Olandese     | Fauna                   |           |
| 21 maggio 1942    | 1 925        | Canadese     | Troisdoc                |           |
| 23 maggio 1942    | 7 061        | Statunitense | William Boyce Thompson* |           |
| 25 maggio 1942    | 3 451        | Statunitense | Beatrice                |           |
| 27 giugno 1942    | 2 622        | Statunitense | USAT Jack               |           |
| 2 giugno 1942     | 2 078        | Norvegese    | Triton                  |           |
| 25 agosto 1942    | 1 987        | Britannica   | Amakura*                | WAT 15    |
| 13 settembre 1942 | 7 241        | Britannica   | Empire Lugard           | TAG 5     |
| 13 settembre 1942 | 7 915        | Olandese     | Suriname                | TAG 5     |
| 13 settembre 1942 | 6 672        | Norvegese    | Vilja*                  | TAG 5     |
| 16 settembre 1942 | 2 606        | Statunitense | Commercial Trader       |           |
| 23 febbraio 1943  | 9 811        | Britannica   | Empire Norseman         | UC 1      |

L'asterisco * denota le navi danneggiate ma non affondate